# Caroline Polachek
Caroline Elizabeth Polachek (Nova Iorque, 20 de junho de 1985) é uma musicista, cantora, compositora e produtora norte-americana. Criada em Connecticut, Polachek cofundou a banda de indie pop Chairlift enquanto estudava na Universidade do Colorado. O duo emergiu da cena musical de Brooklyn do final dos anos 2000, com o hit "Bruises".
Durante o seu tempo na banda, Polachek ainda trabalhou nos projetos solo Ramona Lisa e CEP antes de seguir com sua carreira solo depois do fim da banda em 2017. O seu álbum de estreia, Pang (2019), apresentou uma sonoridade de avant-pop e foi aclamado pela crítica, com o single "So Hot You're Hurting My Feelings" se tornando viral no TikTok.
Polachek já colaborou com diversos artistas como Blood Orange, Fischerspooner, SBTRKT, Christine and the Queens, Charli XCX, Grimes e o coletivo musical britânico PC Music, ainda escrevendo e produzindo canções para Beyoncé ("No Angel"), Travis Scott e Superfruit, entre outros.

## Biografia
Polachek nasceu em 20 de junho de 1985 em Manhattan, na cidade de Nova York, filha de James Montel Polachek (1944-2020), um musicista clássico, e Elizabeth Allan. Seu bisavô era um confeiteiro judeu da vila de Lastomír, na Eslováquia. Sua família emigrou para Tóquio, Japão, onde viveu até os seis anos de idade, mais tarde se mudando para Greenwich, Connecticut, onde Polachek começou a cantar num coro escolar. Ela começou a tocar o sintetizador muito jovem, já que o seu pai lhe ofereceu um teclado Yamaha para impedir que ela usasse o piano. Os seus pais divorciaram-se em 1994.
Polachek conta que a sua exposição precoce a músicas tradicionais japonesas e os temas anime foram influências na sua futura educação musical: "[Canto japonês] [é] muito menor e pentatônico, com melodias realmente angulares que eu acho que ficaram presas no meu subconsciente." Ela montou cavalos enquanto crescia: "Aprendi muito sobre ritmo e sobre a voz com isso. Por exemplo, nem sempre tens controlo total do teu instrumento. Tens de confiar [na voz], tens de lhe dar espaço, tens de saber quando empurrar, dar ar.” Descrevendo-se como “criança hiperativa”, seus pais tocavam Enya em cada uma das casas para lhe acalmar.
Como adolescente, começou a viajar para Nova Iorque para ir a concertos, que eram uma mistura de emo pós-hardcore, punk e jazz. Mike Patton da banda Faith No More uma vez a acompanhou pessoalmente a um concerto no clube Knitting Factory quando o seu ID falso foi rejeitado. Ela tocou em algumas bandas no ensino médio e na universidade.

## Carreira

### 2006–2012: Início da carreira, Chairlift e trabalhos colaborativos
Polachek formou a banda Chairlift com o músico Aaron Pfenning após se terem conhecido no segundo ano na Universidade do Colorado. Eles então mudaram-se para Nova Iorque, onde Polachek estudou na Universidade de Nova Iorque, e onde Patrick Wimberly se juntou à banda no início de 2007, mesmo ano em que lançaram seu primeiro EP intitulado Daylight Savings, seguido por seu álbum de estreia Does You Inspire You.
Polachek e Wimberly seguiram como um duo escrevendo e produzindo seu segundo álbum de estúdio Something (2012) ao lado dos produtores Dan Carey e Alan Moulder. Além disso, Polachek dirigiu os videoclipes para o álbum, incluindo "Amanaemonesia" e "I Belong in Your Arms".
Em 2008, Polachek formou o coro Girl Crisis com doze outras cantoras, incluindo membros das bandas Au Revoir Simone e Class Actress. O grupo modular gravou duas versões cover por ano de 2008 a 2013, incluindo de canções de Black Sabbath, Nirvana, Leonard Cohen, The Bangles e Ace of Base.
Em 2010, Polachek se juntou a Jorge Elbrecht da banda Violens para gravar um "sgin" da canção "Never Let You Go" de Justin Bieber: "Nós entramos no YouTube para encontrar um vídeo entre os mais populares, e encontramos 'Never Let You Go'. Então criamos o que chamamos de 'sgin' (um anagrama da palavra 'sing', inglês para 'cantar'), uma canção original escrita especificamente para ser sincronizada ao vídeo de outra pessoa sem som." No mesmo ano, ela também gravou um dueto com Violens, "Violent Sensation Descends (French Duet Version)."
Em 2012, Polachek e Wimberly seguiram como duo para compor e produzir o álbum, Something juntamente com os produtores Dan Carey and Alan Moulder. Além disso, Caroline ainda realizou os vídeos do álbum, incluindo "Amanaemonesia", e "I Belong in Your Arms".
Em dezembro de 2016, Chairlift anunciam o término da banda, com uma digressão final marcada para a primavera de 2017.

### Carreira solo

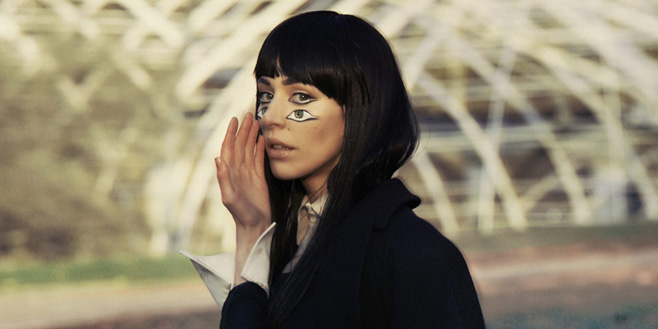
Polachek como Ramona Lisa em 2014

Polachek começou a cantar sobre o apelo Ramona Lisa em 2013. O nome é proveniente de um pseudónimo que Polachek usou no Facebook. Ela anunciou o seu álbum de estreia que produziu como Ramona Lisa, intitulado Arcadia, em fevereiro de 2014. Polachek descreveu o álbum como "música electrónica pastoral".
Polachek começou a compor o álbum durante uma residência artística na Villa Medici em Roma, Itália. Em entrevista à Pitchfork, descreveu de como o tempo que passou em Roma inspirou os sons de Arcadia, afirmando: "Quando eu estava a olhar da janela em Rome, queria este tipo de música electrónica que pareça orgânica ao que estava a ver.  Acho que nenhuma das ferramentas que estou a utilizar é particularmente nova - muitos dos instrumentos MIDI existem há 15 anos - mas as composições fazem-nos soar menos electrónicos, mais misteriosos". O álbum foi feito inteiramente no laptop de Polachek sem nenhuns instrumentos externais nem microfones,  excepto para captar gravações de campo dos sons que ouviu no seu ambiente. Ela cantou os vocais diretamente para o microfone embutido do computador, enquanto usava os armários dos hotéis, portões de aeroporto silenciosos, e camarins durante a digressão mundial da Chairlift. A capa do álbum foi fotografada pelo fotógrafo nova-iorquino Tim Barber.
Em janeiro de 2017, Polachek lançou o seu segundo álbum a solo, Drawing the Target Around the Arrow, desta vez, sobre as suas iniciais, CEP. Polachek estava confirmada para o festival Moogfest 2018, mas ela cancelou em dezembro de 2017  quando o festival anunciou uma lista de artistas femininas que actuavam nesse ano, apesar da lineup do festival ser predominantemente masculina. Ela usou o Twitter para mostrar o seu desagrado dizendo:  Isto não fala aos artistas ou à sua música, mas à política do festival e ao auto-congratulador PR. Fazer isto sem autorização dos artistas expostos é explorador e pouco profissional", acrescentando "Moogfest, e todos os outros festivais, têm simplesmente a responsabilidade de posicionar a inclusividade como normal".
Em junho de 2019, Polachek lançou “Door”, o seu single de estreia sobre o seu nome completo. No press release do single, Polachek anunciou que o single era o início do novo projeto, feito maioritariamente em colaboração com o membro da PC Music, Danny L Harle. Mais tarde, em julho, lançou mais dois singles do projeto, intituladas "Ocean of Tears" e "Parachute", e começou a detalhar o seu então próximo álbum de estúdio Pang, que foi lançado em 18 de outubro de 2019, sendo seu terceiro e primeiro álbum sob seu nome real. O álbum recebeu aclamação da crítica e acabaram ainda em muitas listas de final de ano dos críticos. Um álbum de remixes, intitulado Standing at the Gate: Remix Collection foi lançado em vinil a 16 de abril de 2021. Como promoção, Polachek lançou ainda cinco remixes como single, e ainda uma versão cover da música "Breathless", dos The Corrs.
Em 14 julho de 2021, Polachek lançou o single "Bunny Is a Rider", outro fruto de colaboração com Harle. Ela afirmou que a música faz parte do futuro projeto em entrevista à Crack Magazine. Projeto esse que seria anunciado em 7 de dezembro de 2022, sendo seu quarto álbum de estúdio intitulado Desire, I Want to Turn Into You. Lançado em 14 de fevereiro de 2023, teve "Bunny Is a Rider" como primeiro single. O álbum também foi o segundo projeto sob o nome real de Polachek.

### Trabalho colaborativo

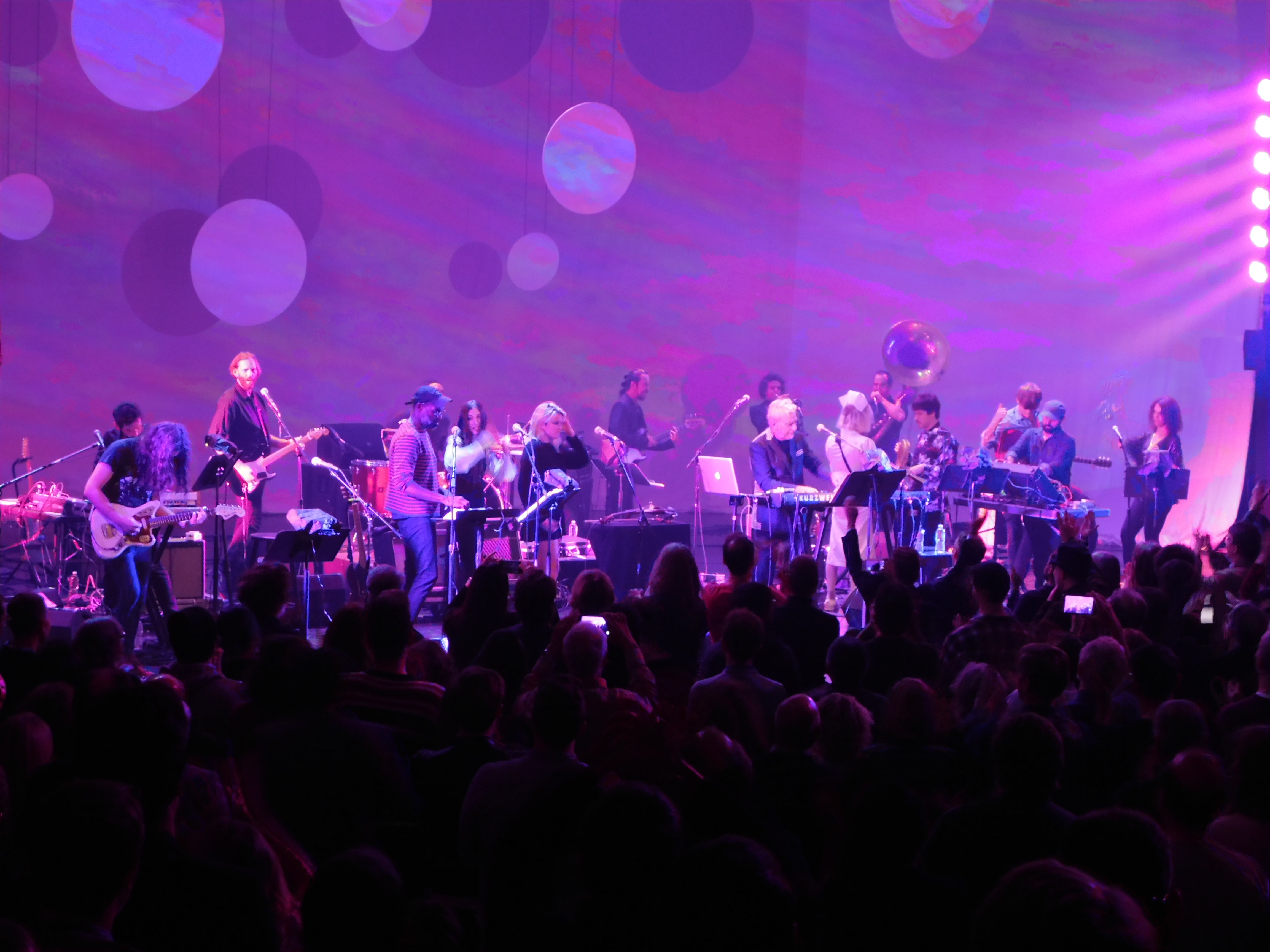
John Cale a atuar com vários convidados, incluindo Polachek, em 2017

Em 2008, Caroline formou o coro musical, Girl Crisis, com outras cantoras incluindo membros do Au Revoir Simone e Class Actress. O grupo modular organizou e gravou dois covers por ano de 2008 a 2013, incluindo canções Black Sabbath, Nirvana, Leonard Cohen, the Bangles e Ace of Base.
Em 2010, Polachek fez um dueto com a banda indie Violens, "Violent Sensation Descends (French Duet Version)". Mais tarde, gravou e realizou o vídeo da música "It Couldn't Be Perceived" em 2011. Ela colaborou com Elbrecht outra vez no EP Gloss Coma 001 em 2013, que inclui o single "I.V. Aided Dreams".
Em 2012, Polachek colaborou com Icy Choir, um projeto solo do Kurt Feldman dos The Pains of Being Pure at Heart, na música "Everything Is Spoilt by Use". Ela também realizou e editou o videoclipe musical. Polachek colaborou com Blood Orange nas músicas "Chamakay" em 2013 e "Holy Will" em 2018. Em 2013, co-escreveu e co-produziu a música de Beyoncé, "No Angel", para o quinto álbum de estúdio Beyoncé.  Devido ao seu trabalho de produção e engenharia sobre a canção, a nomeação de Beyoncé para Álbum do Ano Album da 57ª cerimónia dos Grammys incluiu Polachek.
Polachek associou-se com a PC Music, começando em 2016, com a sua participação em ”Ashes of Love” do produtor Danny L Harle. Em 2017, apareceu em duas músicas da mixtape Pop 2 da cantora britânica Charli XCX: como featuring em "Tears" e como backing vocals em "Delicious", que tem como feat. Tommy Cash. Em 2018, Polachek fez uma participação especial na versão de Felicita da música tradicional Polaca "Był sobie król", lançada no seu primeiro álbum Hej! com o título "Marzipan". Em 2020, Polachek foi featuring na música  "La vita nuova" de Christine and the Queens e ainda fez uma participação especial na curta-metragem sobre o La vita nuova (EP). Vários produtores associados com a PC Music, incluindo A. G. Cook e Easyfun fizeram remixes da musica. A 4 de novembro de 2021, Charli XCX lançou "New Shapes" featuring Christine and the Queens e Caroline Polaálbum Crash (2022).

## Álbuns de Estúdio
artigo principal: Discografia de Caroline Polachek
ver também: Discografia de Chairlift
- Arcadia (como Ramona Lisa; 2014)
- Drawing the Target Around the Arrow (como CEP; 2017)
- Pang (2019)
- Desire, I Want to Turn Into You (2023)

## Tours
- Pang Tour (2019–2020)[51]
- Heart Is Unbreaking Tour (2021)[52]

## Prémios e nomeações
| Ano  | Premiação     | Trabalho nomeado                | Categoria                                      | Resultado | Ref.   |
| ---- | ------------- | ------------------------------- | ---------------------------------------------- | --------- | ------ |
| 2014 | Grammy Awards | Beyoncé (como produtora)        | Álbum do Ano                                   | Indicado  | [ 43 ] |
| 2024 | Grammy Awards | Desire, I Want To Turn Into You | Melhor Engenharia de Som em Álbum Não-Clássico | Indicado  | [ 53 ] |